# Omobranchus hikkaduwensis
Omobranchus hikkaduwensis är en fiskart som beskrevs av Bath, 1983. Omobranchus hikkaduwensis ingår i släktet Omobranchus och familjen Blenniidae. Inga underarter finns listade i Catalogue of Life.